# يون كولفر
يون كولفر (بالإنجليزية: Eoin Colfer) (و. 1965 – م) هو كاتب، وروائي، وكاتب للأطفال من جمهورية أيرلندا .

## روابط خارجية
- يون كولفر على موقع IMDb (الإنجليزية)
- يون كولفر على موقع مونزينجر (الألمانية)
- يون كولفر على موقع ميوزك برينز (الإنجليزية)
- يون كولفر على موقع ديسكوغز (الإنجليزية)